# Mumpsimus
Mumpsimus ist ein in der klassischen Philologie verbreiteter scherzhafter Ausdruck, der gebraucht wird, um einen in grotesker Weise konservativen Umgang mit überlieferten Texten oder in weiterem Sinn ein gedankenloses traditionsverhaftetes Beharren auf überkommenen Gebräuchen zu kritisieren.
Das Wort geht zurück auf eine Anekdote, die anscheinend zuerst in De fructu qui ex doctrina percipitur („Vom Wert der Bildung“) des englischen Humanisten Richard Pace (zuerst gedruckt 1517) belegt ist: Ein Mönch habe bei der Zelebration der heiligen Messe nach der Kommunion gemäß seinem Messbuch stets quod ore mumpsimus, Domine, pura mente capiamus gelesen. Darauf hingewiesen, dass es ein Wort „mumpsimus“ nicht gebe und in seinem Exemplar ein Fehler vorliege, der zu quod ore sumpsimus („was wir mit dem Mund empfangen haben“) zu korrigieren sei, antwortete er: Er habe sein Lebtag so gelesen und werde sein „mumpsimus“ nicht gegen dieses neumodische „sumpsimus“ vertauschen, was immer auch die lateinische Sprache und der Sinn erforderlich machten.
Das Wort und implizit auch die damit verbundene Anekdote findet sich bereits in einem Brief des Erasmus an Henry Bulloch aus dem Jahr 1516 erwähnt. In der klassischen Philologie verbreitete es sich, weil Richard Bentley es in einer berühmten Abhandlung benutzte. Da Bentley im neunzehnten Jahrhundert von deutschen Philologen zum Vorbild erhoben wurde, findet sich das Wort seither  oft auch in deutschsprachigen altphilologischen Abhandlungen, öfter noch in polemischen Gelegenheitsschriften und in der gelehrten Korrespondenz, so bei Friedrich August Wolf, Wilamowitz und seinen Schülern. In der klassischen Philologie wird mit Aussagen wie „er liest sein altes mumpsimus“ ein extremes Beharren auf dem überlieferten Text bezeichnet, das sich dagegen wehrt, korrupte Textstellen durch Konjektur zu emendieren, selbst wenn die notwendige Verbesserung offensichtlich ist. 
Im Englischen ist das Wort auch über den engen Bereich der Philologie hinaus zur Bezeichnung von Personen geläufig, die in ihrem Beharren auf traditionellen Ansichten oder Gebräuchen einer rationalen Belehrung nicht zugänglich sind.

## Nachweise
1. ↑  Richardus Paceus, De fructu qui ex doctrina percipitur liber, Froben, Basileae 1517, p. 80b: "Quidam indoctus Sacrificus Anglus per annos triginta Mumpsimus legere solitus est loco "Sumpsimus"; & quum moneretur à docto ut errorem emendaret, respondit, Se nolle mutare suum antiquum Mumpsimus ipsius novo Sumpsimus."
2. ↑  Erasmus, Ep. 456,68-72 Allen, Opus epistolarum Des. Erasmi Roterodami, denuo recognitum et auctum per P. S. Allen. T. 2., E typographeo Clarendoni, Oxonii 1910, S. 522.
3. ↑  Richard Bentley, Dissertation Upon the Letters of Phalaris. In: The Works of Richard Bentley. Collected and edited by Alexander Dyce. Vol. 1, Francis Macpherson, London 1836, S. xlviii.
4. ↑  Rudolf Pfeiffer, History of Classical Scholarship from 1300 to 1850. Clarendon Press, Oxford 1976, S. 173.
5. ↑  Friedrich August Wolf, Miscellanea, in: Friedrich August Wolf, Kleine Schriften in lateinischer und deutscher Sprache. Vol. 1: Scripta latina. Buchhandlung des Waisenhauses, Halle 1869, S. 497.
6. ↑  Paul Friedländer an Ulrich von Wilamowitz-Moellendorff, 26. November 1916, in: "The Wilamowitz in me". 100 Letters between Ulrich von Wilamowitz-Moellendorff and Paul Friedländer (1904-1931). Edited by William M. Calder III and Bernhard Huss. University of California, Los Angeles 1999, S. 103.
7. ↑  Webster's Online Dictionary, s. v. mumpsimus (Seite nicht mehr abrufbar, festgestellt im Mai 2019. Suche in Webarchiven)  Info: Der Link wurde automatisch als defekt markiert. Bitte prüfe den Link gemäß Anleitung und entferne dann diesen Hinweis., The Mavens' Word of the Day, May 23, 2001: Mumpsimus.